# Josep Nogué i Roca
Josep Nogué i Roca (Vic, Osona, 1851 - Barcelona, 10 de març de 1908)va ser escriptor i metge català. En el camp mèdic, s'especialitza en l'homeopatia on va presentar un tractament per al còlera de caràcter homeopàtic. Va escriure tant obres científiques com obres de teatre, tant en català com en castellà.

## Obres

### En català
- Deliri de grandesa (1897)
- Tant tens tant vals (1899)
- Un marit modelo o el pa de casa (1901, estrenada al teatre Romea de Barcelona el 15 de novembre)

### En castellà
- Hahnemann; su tiempo y su doctrina (1893)
- Cirugía y Homeopatía (1884)
- Ángela (1898)
- Los desheredados (1901)